# Doris Teichmann
Doris Teichmann (niedersorbisch Doris Teichmannowa; * 1933 in Spremberg) ist eine deutsche Slawistin. Sie veröffentlichte vor allem Publikationen zur Geschichte der Sorben/Wenden in der Niederlausitz.

## Leben
Doris Teichmann studierte Russistik und Polonistik. Sie promovierte 2004 an der Universität Potsdam und war am dortigen Institut für Slavistik als wissenschaftliche Mitarbeiterin tätig. Sie lebt in Berlin.

## Publikationen (Auswahl)
Monografien
- Studien zur Geschichte und Kultur der Niederlausitz im 16. und 17. Jahrhundert. Quellengeschichtliche Untersuchungen. Schriften des Sorbischen Instituts 16. Domowina-Verlag, Bautzen 1998, ISBN 3-7420-1729-2.
- Die Werbener Handschriften. Ein Beitrag zur Kultur- und Sprachgeschichte des Niedersorbischen im 17. und 18. Jahrhundert. Schriften des Sorbischen Instituts 41. Domowina-Verlag, Bautzen 2006, ISBN 978-3-7420-2014-7.
- Wendische Kirchengeschichte und Kirchenliteratur: in der Niederlausitz seit der Reformation bis 1800. Verlag technosatz, 2009, ISBN 978-3-9811-8004-6.

Aufsätze
- Eine tschechisch-deutsche Rezepthandschrift vom Beginn des 17. Jahrhunderts. In: Würzburger medizinhistorische Mitteilungen. Band 16. 1997, S. 233–260.
- Wendenpolitik im 17. Jahrhundert am Beispiel von Friedersdorf. In: Lětopis. Band 46, Heft 1. Domowina-Verlag, Bautzen 1999, S. 16–33.
- Quellenkundliche Erkenntnisse zu Andreas Tharaeus. In: Lětopis. Band 47, Heft 2. Domowina-Verlag, Bautzen 2000, S. 3–41.
- Johannes Bock-Bocatius (1569–1621) – Sorabus Lusatus. In: Lětopis. Band 52, Heft 1. Domowina-Verlag, Bautzen 2005. S. 48–73
- Albinus Mollerus Straupicensis. In: Rozhlad. Heft 1. Domowina-Verlag, Bautzen 2013.
- Neue Erkenntnisse über Andreas Tharaeus Muscoviensis. In: Lětopis Band 60, Heft 1. Domowina-Verlag, Bautzen, 2013, S. 74–105.
- Die Jakubica-Handschrift von 1548. In: Lětopis. Band 62, Heft 1. Domowina-Verlag, Bautzen 2015.
- Andreas Tharaeus als Pfarrer in Friedersdorf. In: Lětopis. Band 63, Heft 2. Domowina-Verlag, Bautzen 2016. S. 72–8.